# Arctic Bay
Arctic Bay é um povoado localizado na parte norte da península de Borden na Ilha de Baffin na Região de Qikiqtaaluk em Nunavut, Canadá. As línguas predominantes são o inuit e o inglês. A população é de 690 habitantes, de acordo com o censo de 2006 a população cresceu 6,8% em relação a 2001.

A região de Arctic Bay foi ocupada a aproximadamente 5.000 anos pelos povos inuits migrando do oeste. Em 1872, Um baleeiro europeu comandado por Willie Adams, navegou a região e deu o nome da região em inglês.
O nome de Arctic Bay em inuit é Ikpiarjuk que significa "o bolso" em inglês. Este nome se refere as montanhas que circulam o litoral do povoado.